# 伊那市
伊那市（いなし）は、長野県南部にある市。伊那谷北部に位置し、南信地方に区分される。

## 地理

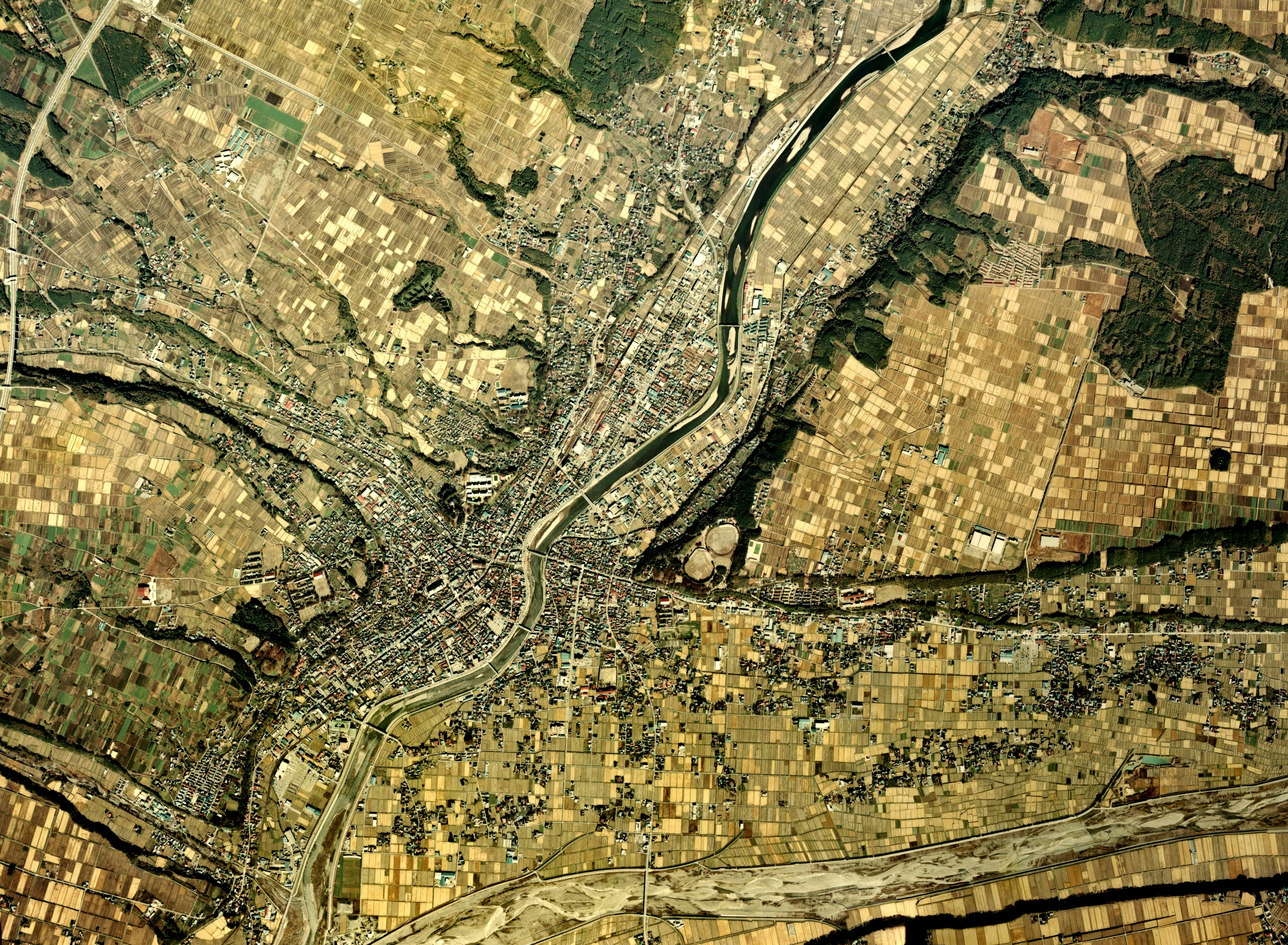
伊那市中心部周辺の空中写真。1976年撮影の2枚を合成作成。。

### 位置
東に赤石山脈（南アルプス）、西に木曽山脈（中央アルプス）がそびえ、中央部を天竜川が縦断する。最高標高地点は、東南部に位置する南アルプスの塩見岳東峰（3,052m）。
天竜川に沿って、JR東海の飯田線と国道153号が走り、市街地は伊那市駅を中心として形成されている。高遠町、長谷地区は南アルプスと伊那山地の間の中央構造線上に位置する。

### 地形

#### 山岳
- 入笠山
- 鋸岳
- 仙丈ヶ岳
- 三峰岳
- 塩見岳
- 将棊頭山
- 戸倉山（伊那富士）
- 権現山
- 不動峰

#### 河川
- 天竜川
- 三峰川
- 小黒川
- 藤沢川
- 小沢川
- 黒川

### 地域

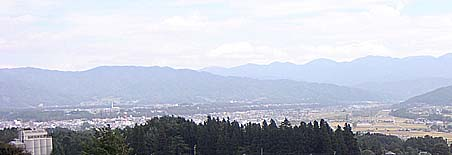
伊那市街遠望 中央道西春近BS付近から

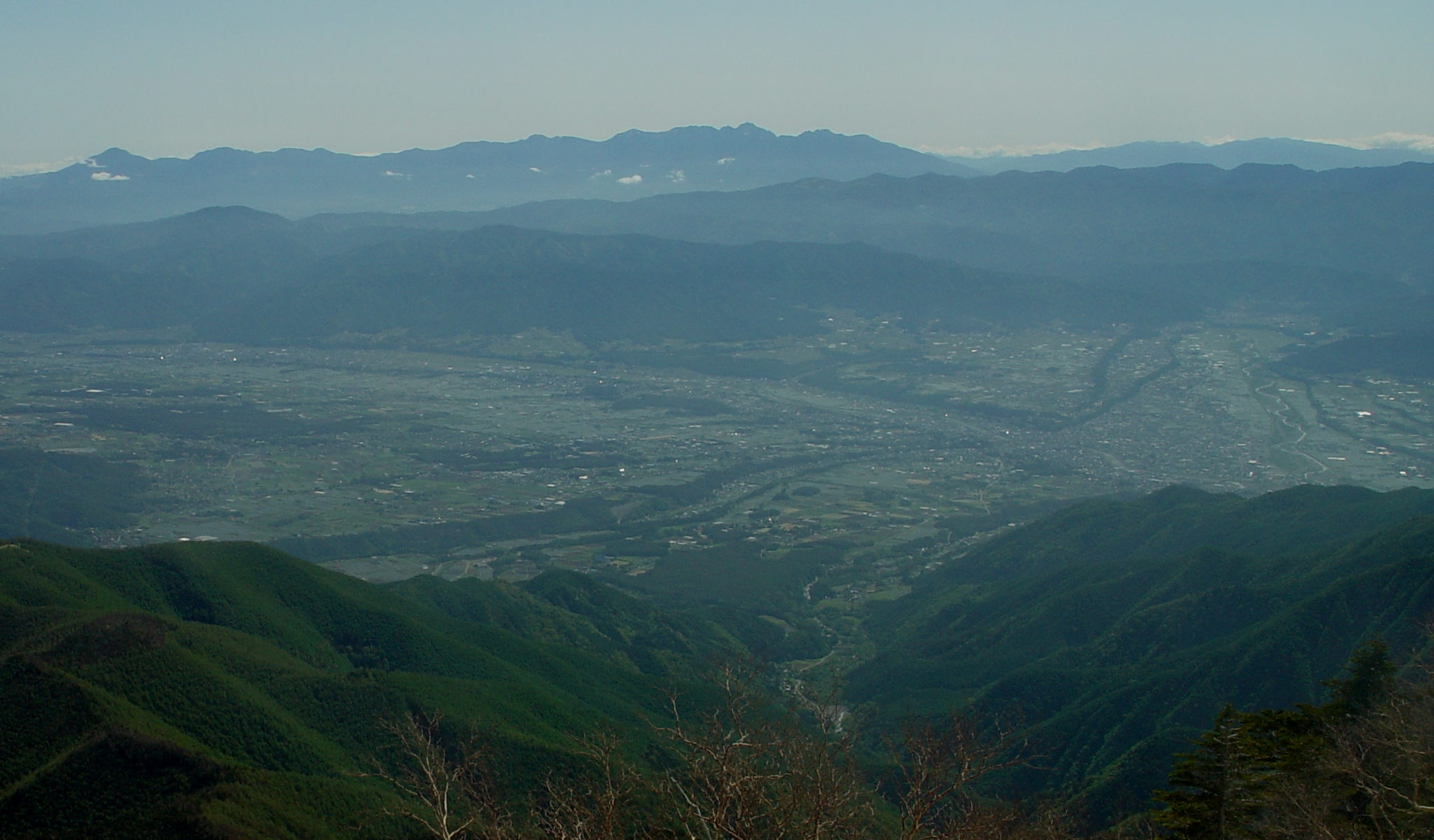
西側の茶臼山から望む伊那市の中心部

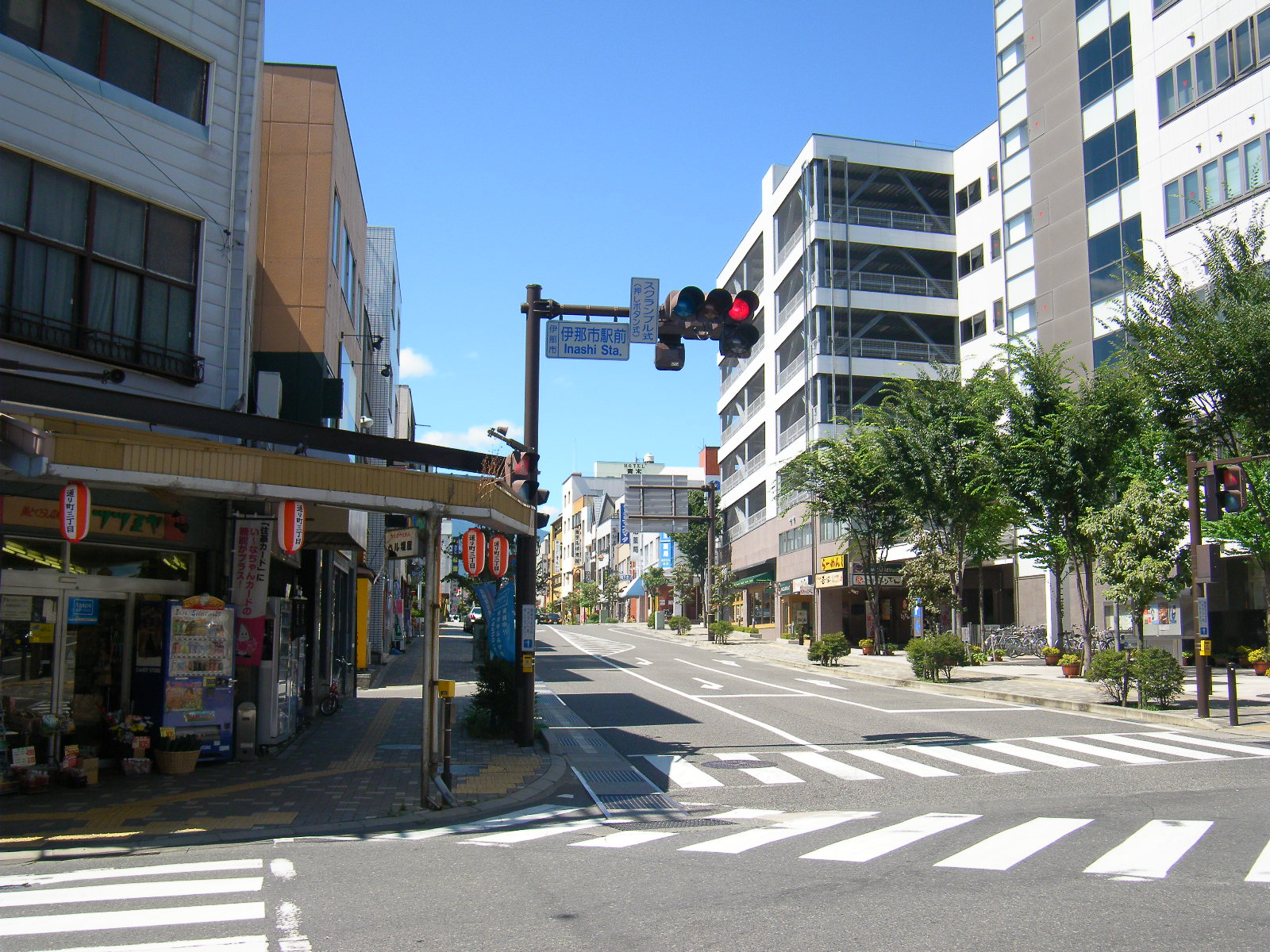
伊那市中心市街地（伊那市駅前）

市内は、9つの地区に分かれている。
- 荒井（あらい）
- 手良（てら）
- 美篶（みすず）
- 富県（とみがた）
- 東春近（ひがしはるちか）
- 西春近（にしはるちか）
- 西箕輪（にしみのわ）
- 高遠町（たかとおまち）
- 長谷（はせ）

### 人口
- DID人口比は15.3%（2015年国勢調査）。

| |                                        |  |
| 伊那市と全国の年齢別人口分布（2005年） | 伊那市の年齢・男女別人口分布（2005年） |  |
| ■紫色 ― 伊那市 ■緑色 ― 日本全国 | ■青色 ― 男性 ■赤色 ― 女性              |  |
| 伊那市（に相当する地域）の人口の推移 \| 1970年（昭和45年） \| 65,347人 \| \| \| 1975年（昭和50年） \| 66,707人 \| \| \| 1980年（昭和55年） \| 67,544人 \| \| \| 1985年（昭和60年） \| 70,144人 \| \| \| 1990年（平成2年） \| 70,639人 \| \| \| 1995年（平成7年） \| 72,229人 \| \| \| 2000年（平成12年） \| 71,552人 \| \| \| 2005年（平成17年） \| 71,788人 \| \| \| 2010年（平成22年） \| 71,093人 \| \| \| 2015年（平成27年） \| 68,271人 \| \| \| 2020年（令和2年） \| 66,125人 \| \| |                                        |  |
| 総務省統計局 国勢調査より |                                        |  |
| 1970年（昭和45年） | 65,347人                               |  |
| 1975年（昭和50年） | 66,707人                               |  |
| 1980年（昭和55年） | 67,544人                               |  |
| 1985年（昭和60年） | 70,144人                               |  |
| 1990年（平成2年） | 70,639人                               |  |
| 1995年（平成7年） | 72,229人                               |  |
| 2000年（平成12年） | 71,552人                               |  |
| 2005年（平成17年） | 71,788人                               |  |
| 2010年（平成22年） | 71,093人                               |  |
| 2015年（平成27年） | 68,271人                               |  |
| 2020年（令和2年） | 66,125人                               |  |

### 隣接自治体・行政区
長野県
- 駒ヶ根市
- 塩尻市
- 諏訪市
- 茅野市
- 諏訪郡：富士見町
- 上伊那郡：箕輪町、南箕輪村、宮田村
- 下伊那郡：大鹿村
- 木曽郡：木曽町

山梨県
- 南アルプス市
- 北杜市

静岡県
- 静岡市（葵区）

## 気候
寒暖の差が大きく気温の年較差、日較差が大きい顕著な大陸性気候である。
| 伊那（1993年 - 2020年）の気候      | 伊那（1993年 - 2020年）の気候 | 伊那（1993年 - 2020年）の気候 | 伊那（1993年 - 2020年）の気候 | 伊那（1993年 - 2020年）の気候 | 伊那（1993年 - 2020年）の気候 | 伊那（1993年 - 2020年）の気候 | 伊那（1993年 - 2020年）の気候 | 伊那（1993年 - 2020年）の気候 | 伊那（1993年 - 2020年）の気候 | 伊那（1993年 - 2020年）の気候 | 伊那（1993年 - 2020年）の気候 | 伊那（1993年 - 2020年）の気候 | 伊那（1993年 - 2020年）の気候 |
| 月                                 | 1月                           | 2月                           | 3月                           | 4月                           | 5月                           | 6月                           | 7月                           | 8月                           | 9月                           | 10月                          | 11月                          | 12月                          | 年                            |
| ---------------------------------- | ----------------------------- | ----------------------------- | ----------------------------- | ----------------------------- | ----------------------------- | ----------------------------- | ----------------------------- | ----------------------------- | ----------------------------- | ----------------------------- | ----------------------------- | ----------------------------- | ----------------------------- |
| 最高気温記録 °C （°F）             | 15.5 (59.9)                   | 20.0 (68)                     | 25.5 (77.9)                   | 30.1 (86.2)                   | 32.8 (91)                     | 36.7 (98.1)                   | 37.2 (99)                     | 37.2 (99)                     | 35.3 (95.5)                   | 30.5 (86.9)                   | 24.3 (75.7)                   | 19.4 (66.9)                   | 37.2 (99)                     |
| 平均最高気温 °C （°F）             | 5.0 (41)                      | 6.6 (43.9)                    | 11.1 (52)                     | 17.4 (63.3)                   | 22.6 (72.7)                   | 25.3 (77.5)                   | 28.6 (83.5)                   | 30.2 (86.4)                   | 25.8 (78.4)                   | 19.9 (67.8)                   | 13.7 (56.7)                   | 7.8 (46)                      | 17.9 (64.2)                   |
| 日平均気温 °C （°F）               | −0.7 (30.7)                   | 0.4 (32.7)                    | 4.4 (39.9)                    | 10.3 (50.5)                   | 15.9 (60.6)                   | 19.5 (67.1)                   | 23.2 (73.8)                   | 24.0 (75.2)                   | 19.9 (67.8)                   | 13.6 (56.5)                   | 7.2 (45)                      | 1.9 (35.4)                    | 11.7 (53.1)                   |
| 平均最低気温 °C （°F）             | −6.2 (20.8)                   | −5.4 (22.3)                   | −1.7 (28.9)                   | 3.6 (38.5)                    | 9.8 (49.6)                    | 14.8 (58.6)                   | 18.9 (66)                     | 19.5 (67.1)                   | 15.4 (59.7)                   | 8.4 (47.1)                    | 1.6 (34.9)                    | −3.3 (26.1)                   | 6.3 (43.3)                    |
| 最低気温記録 °C （°F）             | −17.9 (−0.2)                  | −17.2 (1)                     | −13.6 (7.5)                   | −12.5 (9.5)                   | 0.3 (32.5)                    | 6.5 (43.7)                    | 12.3 (54.1)                   | 11.2 (52.2)                   | 3.2 (37.8)                    | −3.5 (25.7)                   | −7.2 (19)                     | −13.3 (8.1)                   | −17.9 (−0.2)                  |
| 降水量 mm （inch）                 | 48.9 (1.925)                  | 70.4 (2.772)                  | 121.5 (4.783)                 | 125.1 (4.925)                 | 143.6 (5.654)                 | 185.3 (7.295)                 | 194.5 (7.657)                 | 131.7 (5.185)                 | 169.6 (6.677)                 | 148.7 (5.854)                 | 90.1 (3.547)                  | 57.4 (2.26)                   | 1,454 (57.244)                |
| 平均降水日数 （≥1.0 mm）           | 5.4                           | 5.9                           | 9.2                           | 9.5                           | 9.8                           | 12.7                          | 12.6                          | 10.0                          | 10.4                          | 9.3                           | 7.4                           | 6.1                           | 108.5                         |
| 平均月間日照時間                   | 162.2                         | 166.5                         | 187.7                         | 197.2                         | 206.2                         | 158.9                         | 167.6                         | 207.5                         | 158.8                         | 165.3                         | 156.4                         | 151.6                         | 2,094.2                       |
| 出典1：Japan Meteorological Agency |                               |                               |                               |                               |                               |                               |                               |                               |                               |                               |                               |                               |                               |
| 出典2：気象庁                      |                               |                               |                               |                               |                               |                               |                               |                               |                               |                               |                               |                               |                               |

## 歴史
ここでは2006年に廃止された旧・伊那市についても解説する。

### 現代
- 1954年（昭和29年）
  - 4月1日 - 上伊那郡伊那町・富県村・美篶村・手良村・東春近村・西箕輪村が合併して（旧）伊那市が発足。
  - 12月31日 - 大字西箕輪の一部（中曽根）を中箕輪町（現・箕輪町）に編入。
- 1959年（昭和34年） - 「伊那市の歌」（作詞・宮脇至、補作・佐伯孝夫、作曲・高木東六）を制定。
- 1965年（昭和40年）4月1日 - 西春近村を編入。
- 2006年（平成18年）
  - 3月31日 - （旧）伊那市、高遠町・長谷村と合併して（現）伊那市が発足。
  - 12月1日 - 市花・市木・市鳥を選定、市歌に旧市時代の「伊那市の歌」を継承・再制定。
- 2018年（平成30年） - 高遠町総合支所（旧高遠町役場）の機能を保健センターに仮移転[2]。
- 2025年（令和7年）
  - 3月 - 高遠町総合支所新庁舎が完成予定[2]。

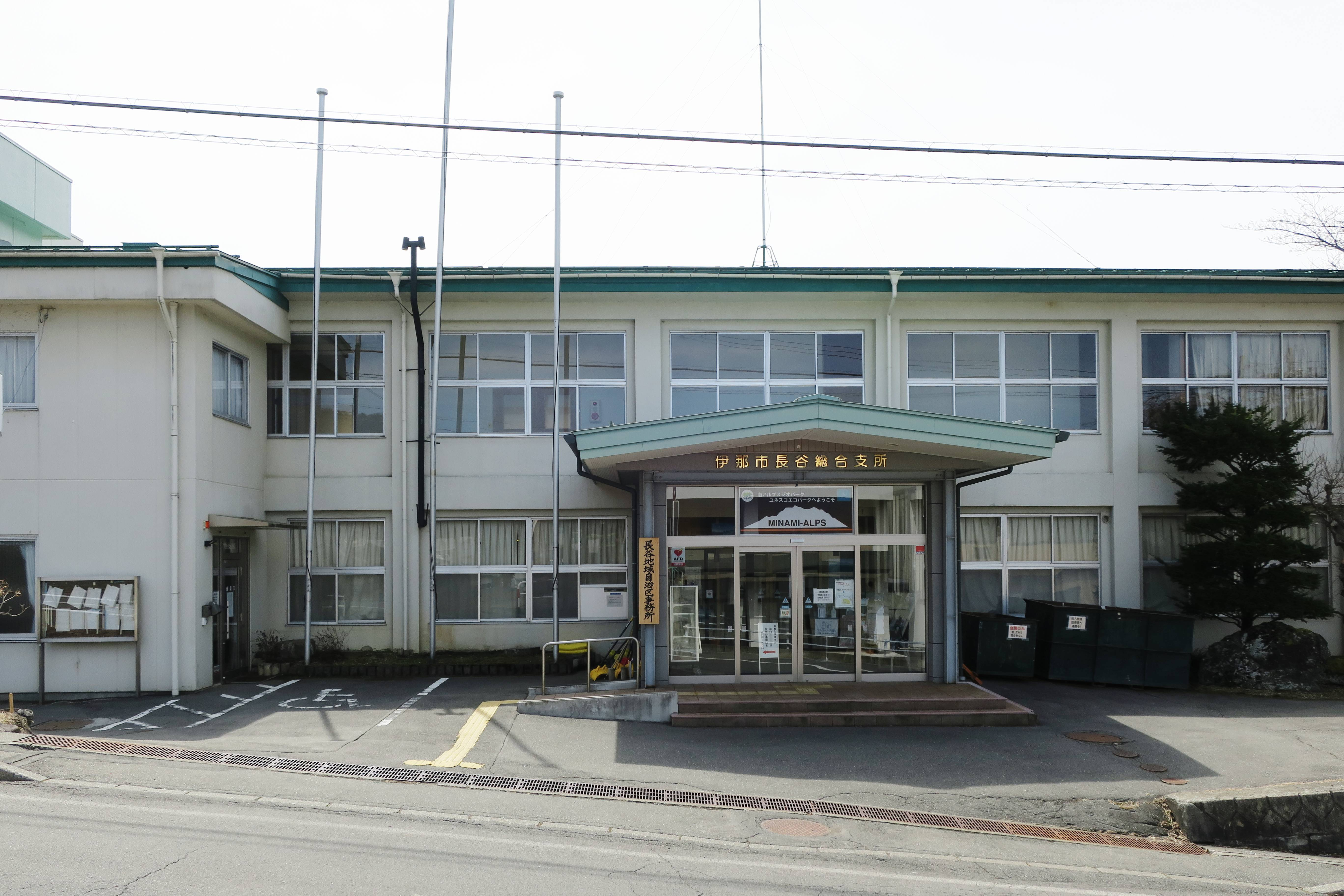
長谷総合支所（旧・長谷村役場）
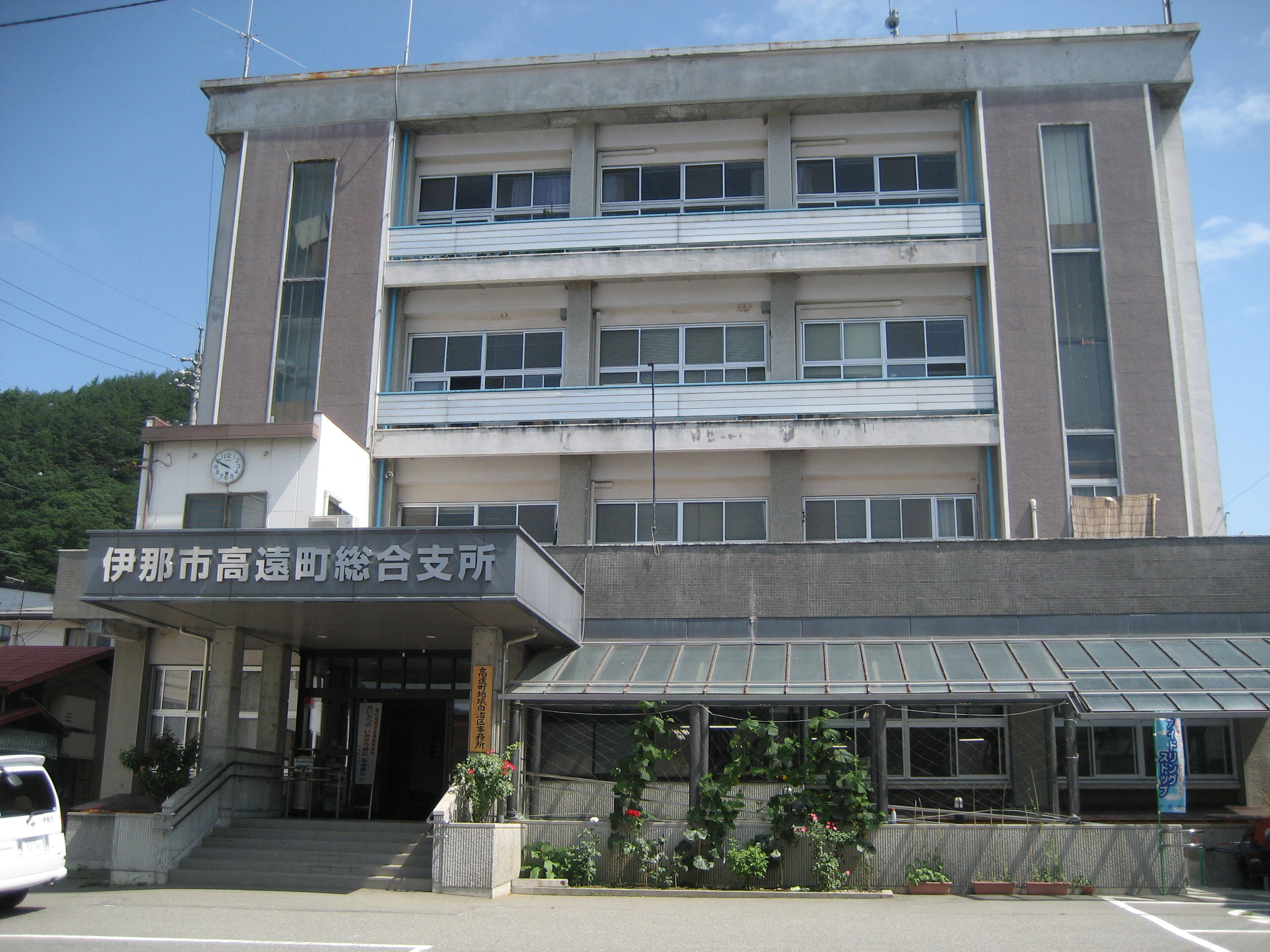
高遠町総合支所旧庁舎（旧・高遠町役場）

## 行政

### 市長
- 白鳥孝（しろとり たかし、2代目、2010年4月30日就任・現在4期目）

歴代市長
合併後
- 小坂樫男（おさか かしお、初代、2006年4月30日 - 2010年4月29日）
- （市長職務代理者）伊東義人（いとう よしひと、旧高遠町長、2006年3月31日 - 4月30日）

合併前
- 熊谷友一郎（くまがい ともいちろう、1954年4月30日 - 1958年4月15日）[3]
- 原賢一（はら けんいち、1958年4月16日 - 1966年4月15日）[3]
- 田畑五郎司（たばた ごろうじ、1966年4月16日 - 1970年4月15日）[3]
- 三澤功博（みさわ こうはく、 1970年4月16日 - 1986年1月14日）[3][4]。
- 原久夫（はら ひさお、1986年2月16日 - 1994年2月15日）[3][5]。
- 唐澤茂人（からさわ しげと、1994年2月16日 -1995年12月6日）[3][注釈 1][6]。
- 小坂樫男（1996年1月28日 - 2006年3月30日）[3][7]。

### 議会

#### 市議会
伊那市議会
- 議長：黒河内 浩（くろごうち ひろし、2018年5月8日就任）
- 副議長：飯島 進（いいじま すすむ、2018年5月8日就任）
- 議員定数：21人（任期：2018年4月30日 - 2022年4月29日）

#### 県議会
長野県議会（伊那市選挙区）
- 定数：2人
- 任期：2019年（平成31年）4月30日 - 2023年（令和5年）4月29日

#### 国会
衆議院
- 選挙区：長野5区（飯田市、伊那市、駒ヶ根市、上伊那郡、下伊那郡）
- 任期：2021年10月31日 - 2025年10月30日
- 投票日：2021年10月31日
- 当日有権者数：280,074人
- 投票率：64.55％

| 当落 | 候補者名 | 年齢 | 所属党派   | 新旧別 | 得票数   | 重複 |
| ---- | -------- | ---- | ---------- | ------ | -------- | ---- |
| 当   | 宮下一郎 | 63   | 自由民主党 | 前     | 97,730票 | ○    |
|      | 曽我逸郎 | 65   | 立憲民主党 | 新     | 80,408票 | ○    |

### 姉妹都市・提携都市
国内の提携都市
| 都市名     | 都道府県名 | 地方名   | 提携年月日                |
| ---------- | ---------- | -------- | ------------------------- |
| 三宅村     | 東京都     | 関東地方 | 1970年（昭和46年）4月21日 |
| 磐田市     | 静岡県     | 中部地方 | 1984年（昭和59年）8月1日  |
| 新宿区     | 東京都     | 関東地方 | 1986年（昭和61年）7月12日 |
| 猪苗代町   | 福島県     | 東北地方 | 1994年（平成6年）9月23日  |
| 知立市     | 愛知県     | 中部地方 | 1994年（平成6年）11月7日  |
| 会津若松市 | 福島県     | 東北地方 | 2004年（平成16年）9月24日 |

国外の提携都市
| 都市名 | 国名           | 地域名 | 提携年月日                |
| ------ | -------------- | ------ | ------------------------- |
| 通州区 | 中華人民共和国 | 北京市 | 1994年（平成6年）11月22日 |

## 市のシンボル
伊那市の歌
合併後の「伊那市の歌、花、木、鳥候補選定委員会」において、旧・伊那市の歌（作詞宮脇至、補作佐伯孝夫、作曲高木東六）を伊那市の歌として引き継ぐこととなった。「伊那市の歌」のオルゴール調のメロディは毎夕市内に放送され、伊那市内の人々に4月-9月は午後6時、10月-3月は午後5時の時間を知らせている。
- 伊那市の歌

伊那市の花：さくら
合併前はツツジ（旧伊那市）、コヒガンザクラ（旧高遠町）、クロユリ（旧長谷村）を選定していたが、市全域に桜の名所があることなどから「さくら」が選定された。
伊那市の木：かえで
合併前はヤナギ（旧伊那市）、コヒガンザクラ（旧高遠町）、カエデ（旧長谷村）を選定していたが、市内各地で幅広く見られることなどから「かえで」が選定された。
伊那市の鳥：らいちょう
合併前は旧長谷村がライチョウを選定しており、他の候補も検討されたが、南アルプスを象徴することなどから「らいちょう」が選定された。

## 施設

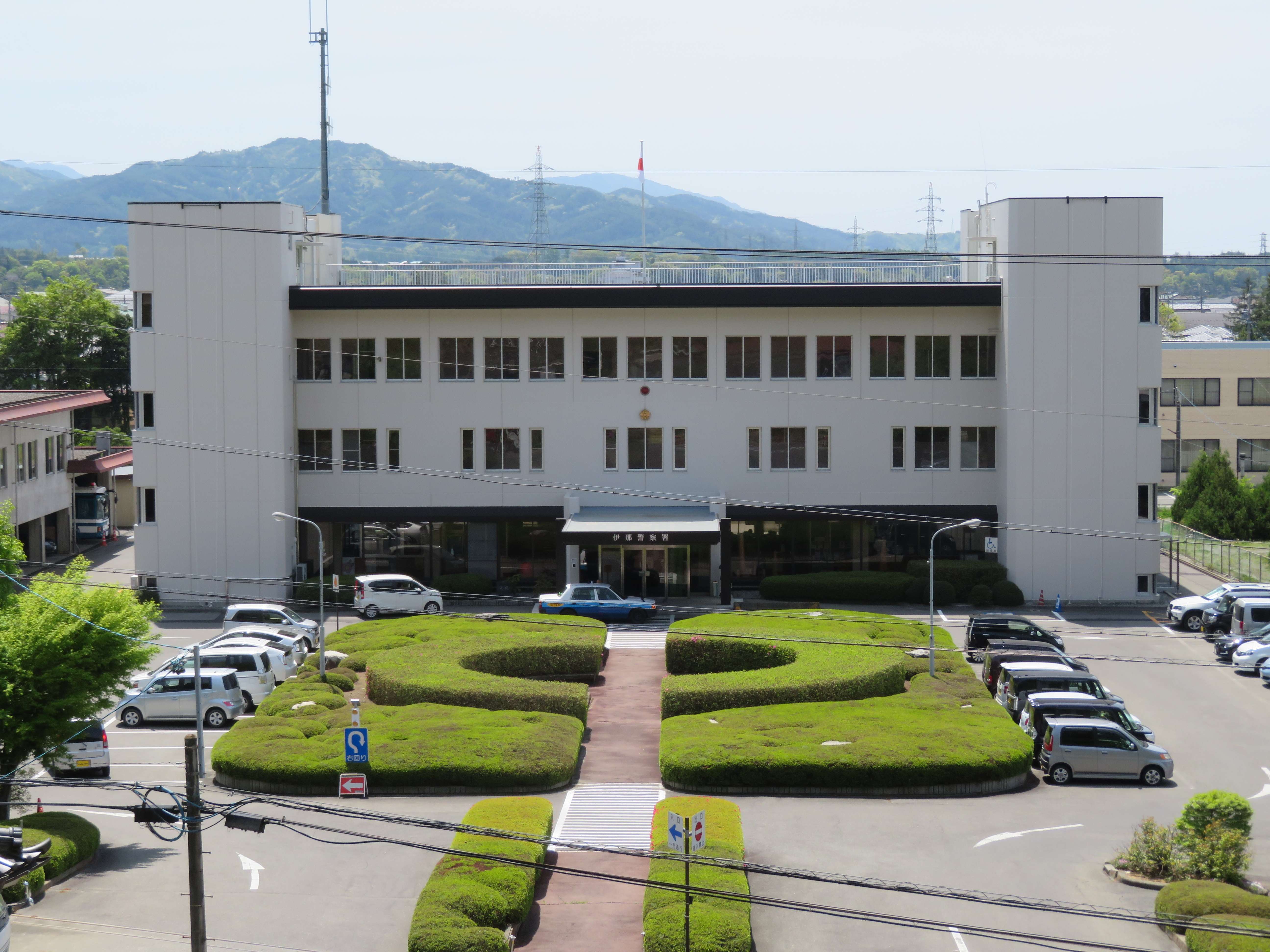
伊那警察署

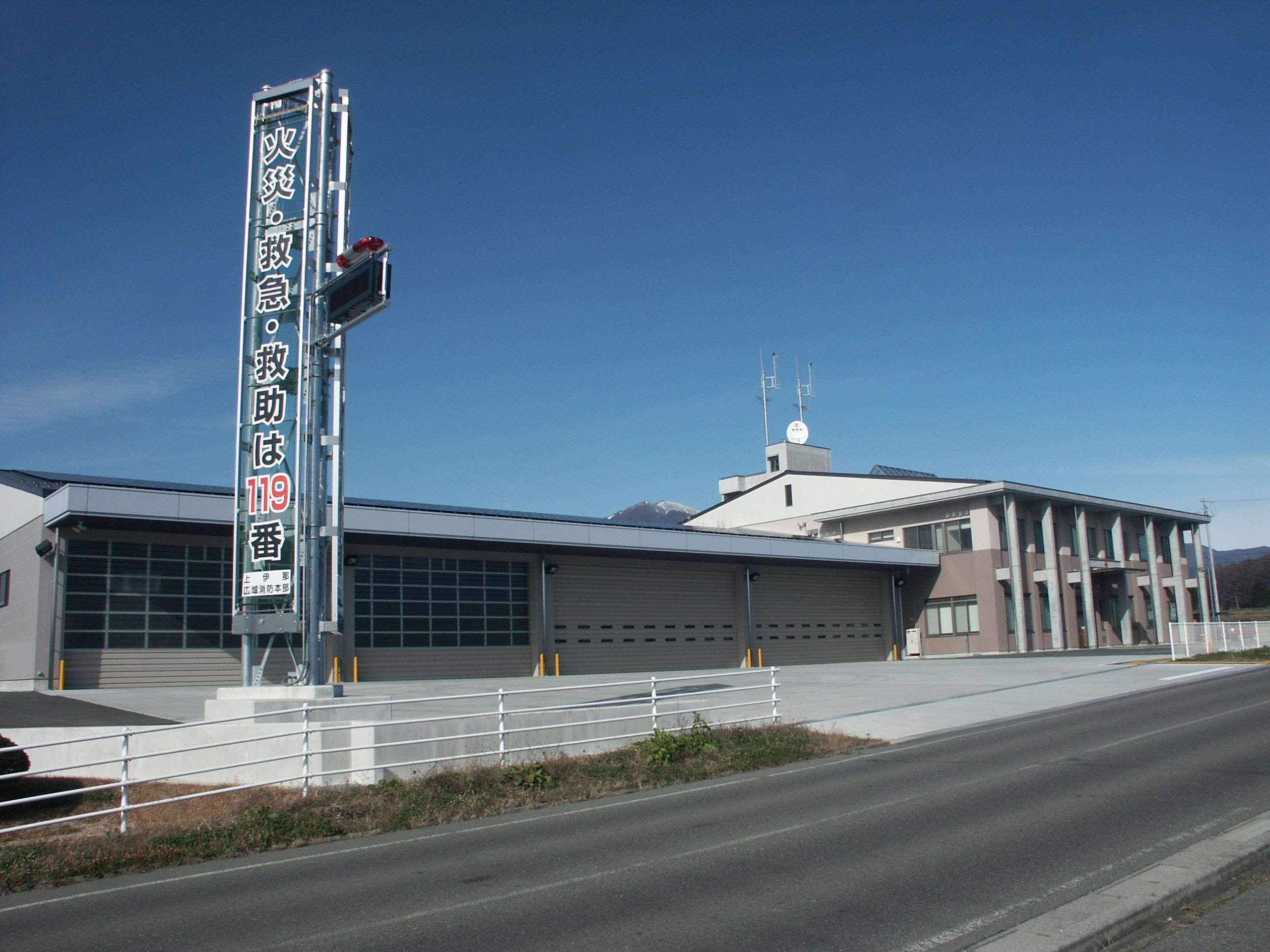
伊那消防署

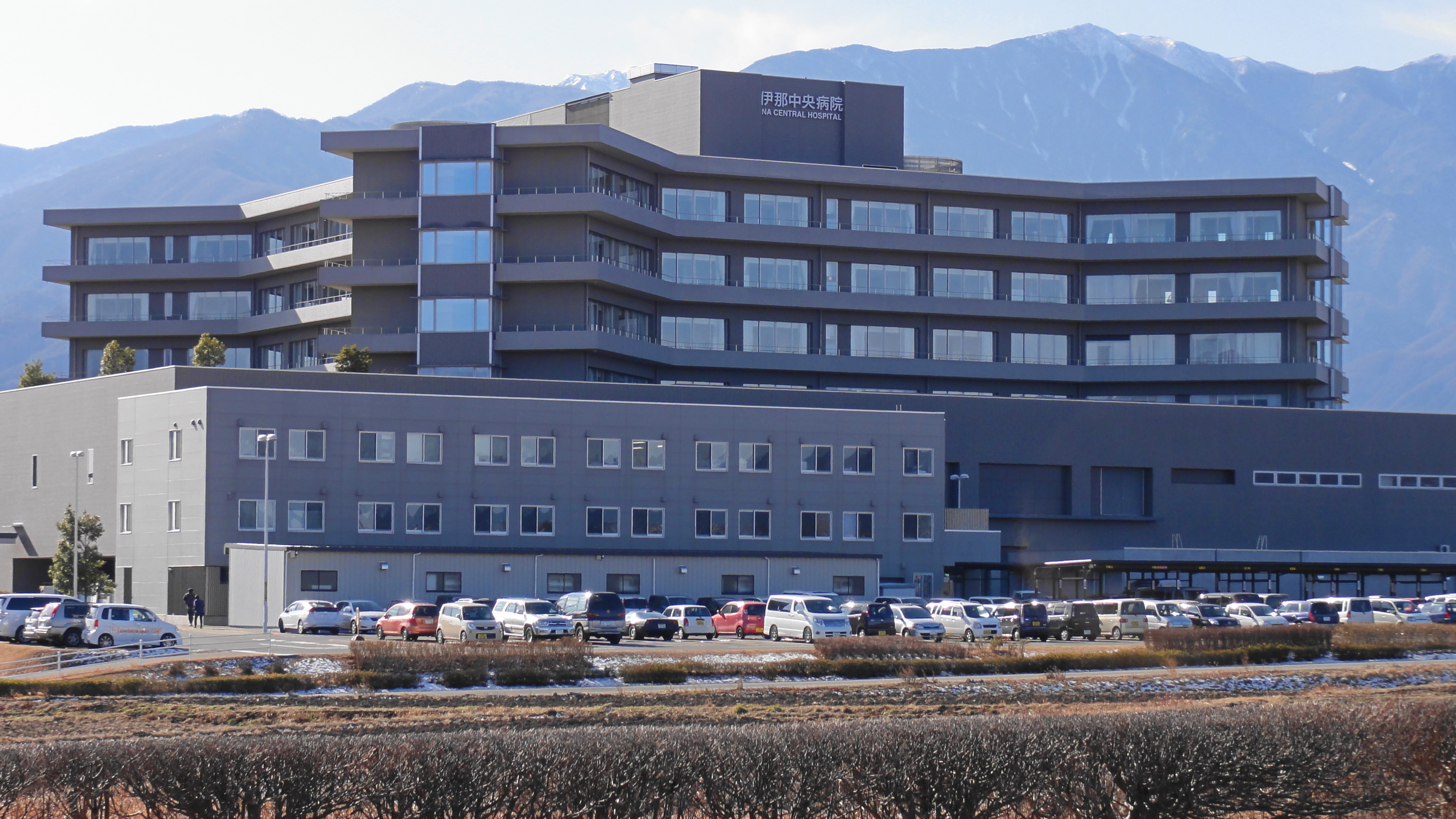
伊那中央病院

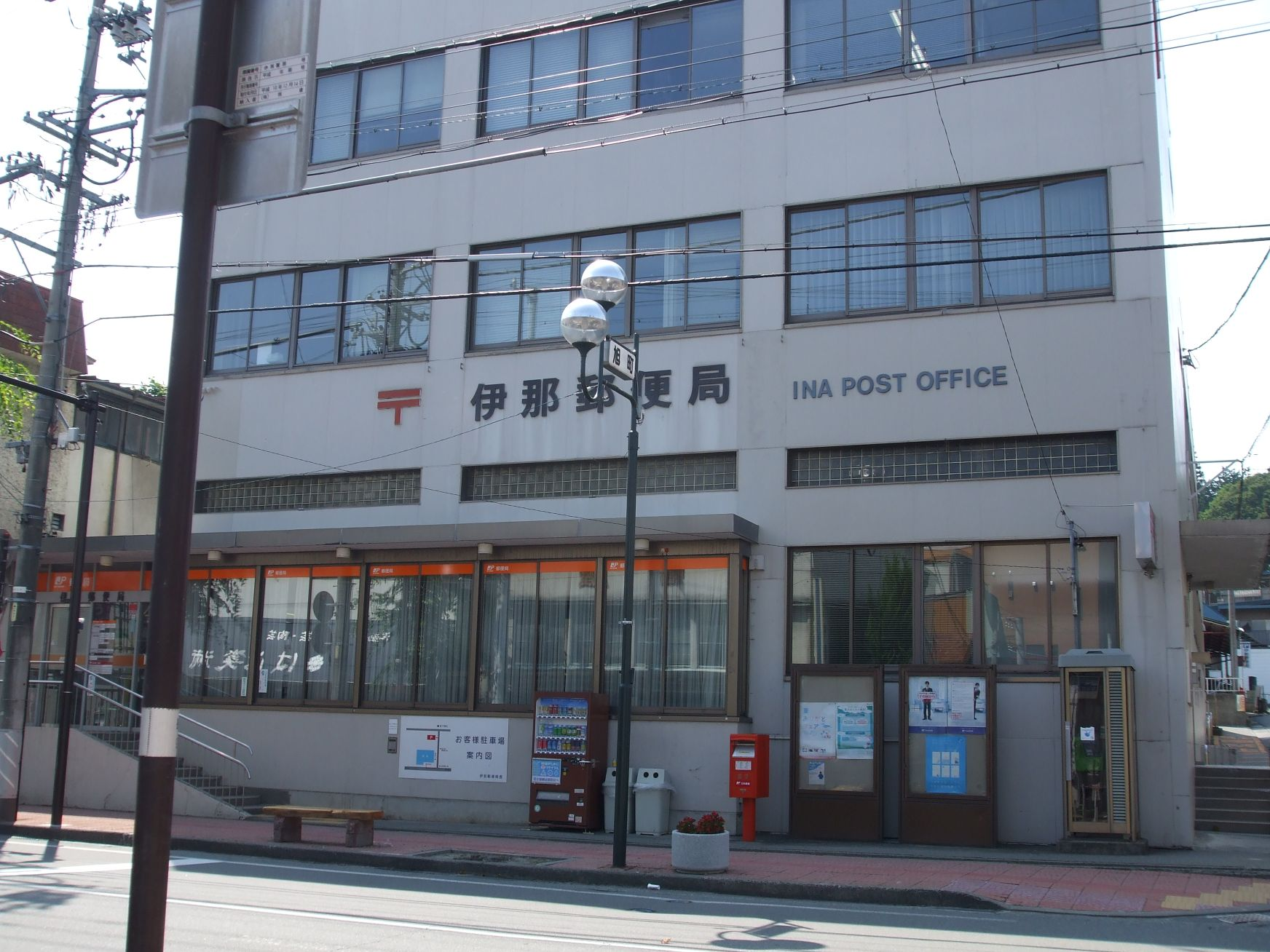
伊那郵便局

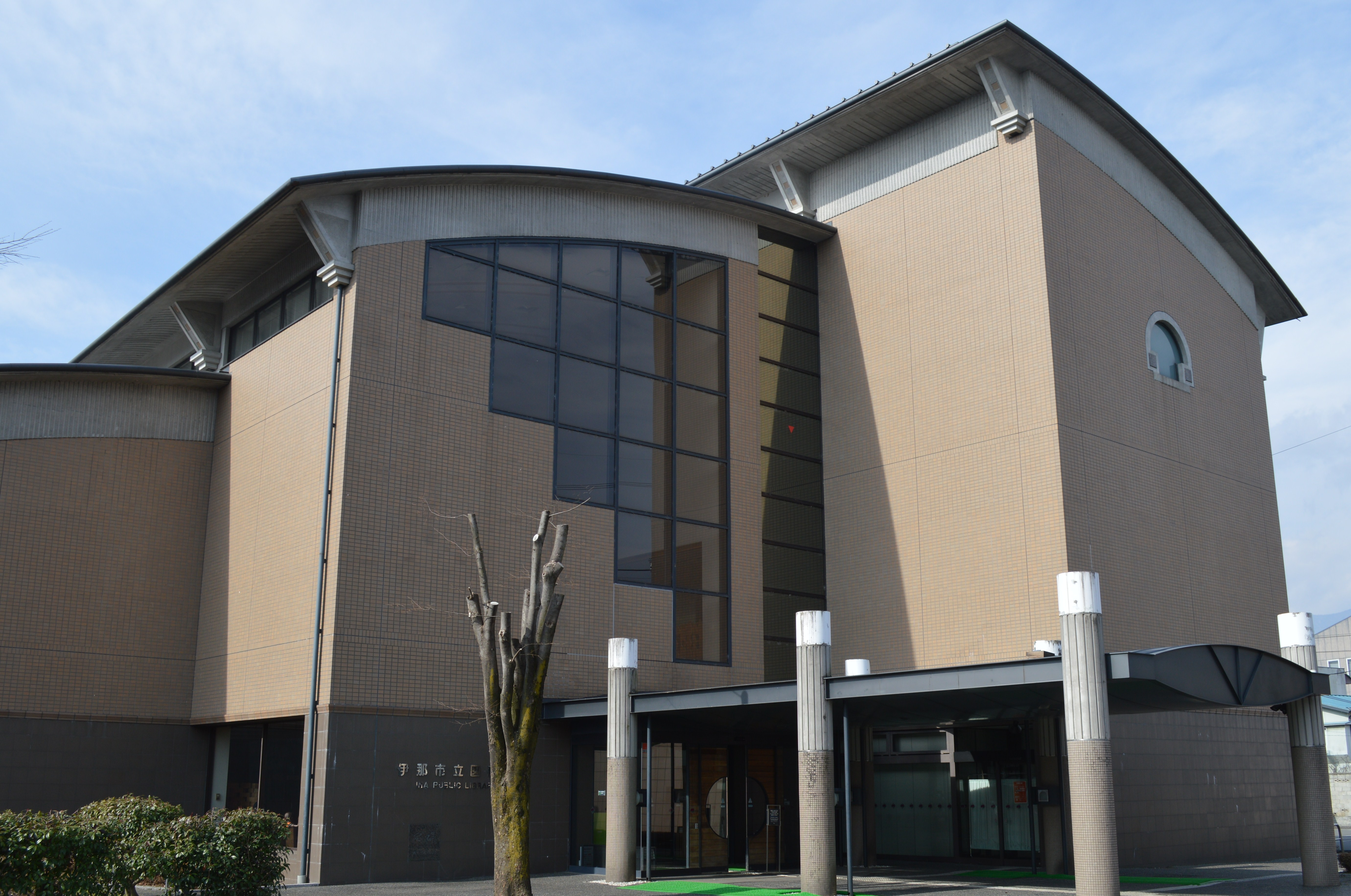
伊那市立伊那図書館

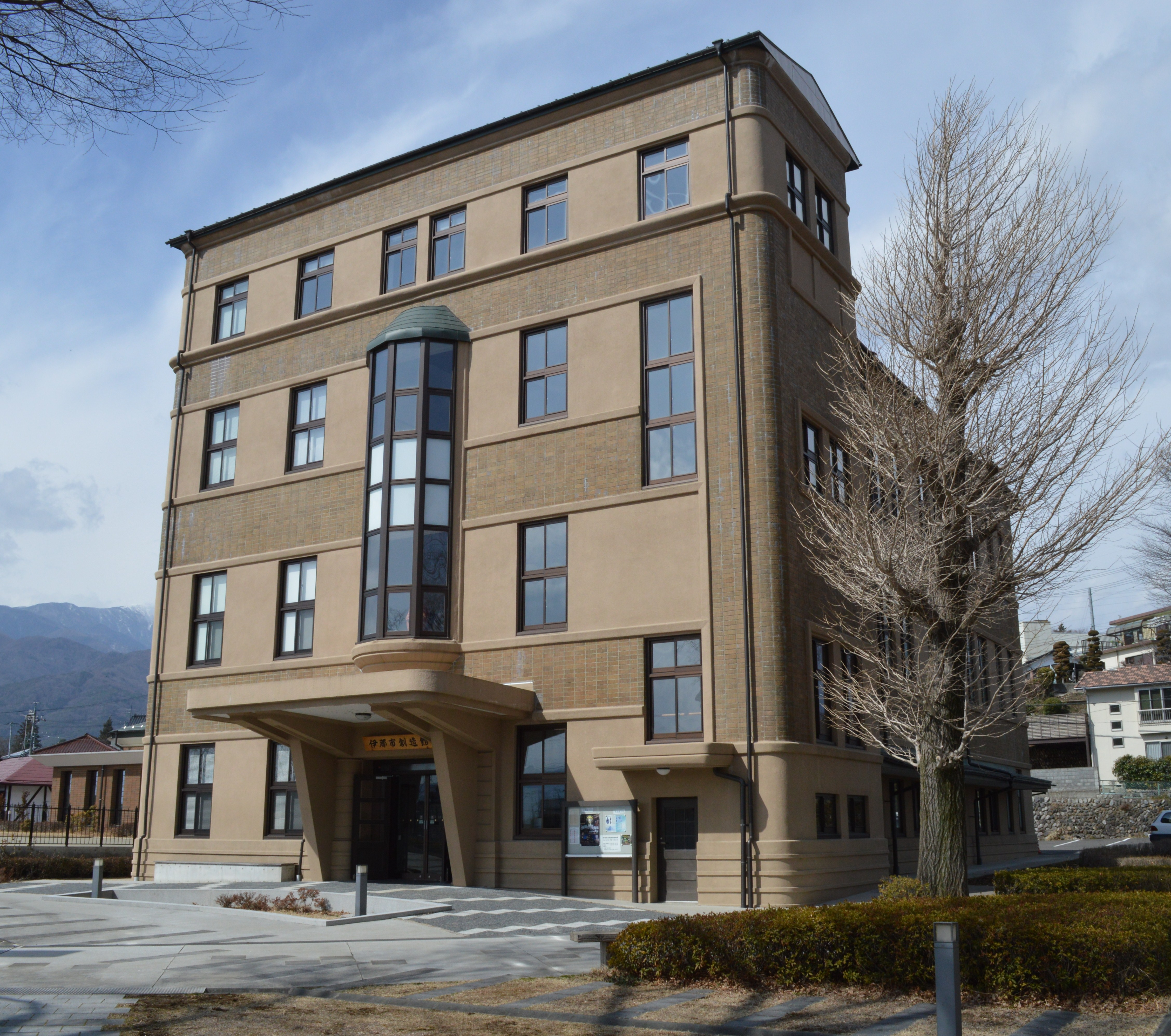
伊那市創造館

### 県政機関
- 長野県伊那合同庁舎
  - 上伊那地域振興局
  - 伊那建設事務所

#### 警察
本部
- 長野県警察 伊那警察署

交番
- 伊那市駅前交番（伊那市荒井）
- 高遠町交番（伊那市荒井）

駐在所
- 西箕輪駐在所（伊那市西箕輪）
- 美篶駐在所（伊那市美篶）
- 富県駐在所（伊那市富県）
- 東春近駐在所（伊那市東春近）
- 西春近駐在所（伊那市西春近）
- 藤沢駐在所（伊那市高遠町藤沢）
- 長谷駐在所（伊那市長谷溝口）

#### 消防
本部
- 上伊那広域連合消防本部

消防署
- 伊那消防署（伊那市荒井4606-1）
- 高遠消防署（伊那市高遠町西高遠835-1）

#### 医療・福祉
- 伊那中央病院

#### 郵便局
集配郵便局
- 伊那郵便局
- 高遠郵便局
- 長藤郵便局
- 西春近郵便局
- 美篶郵便局

無集配郵便局
- 市野瀬郵便局
- 伊那大芦郵便局
- 伊那日影郵便局
- 伊那東郵便局
- 手良郵便局
- 富県郵便局
- 西箕輪郵便局
- 東春近郵便局
- 藤沢郵便局
- 三義郵便局
- 美和郵便局

簡易郵便局
- 伊那野底簡易郵便局
- 伊那南簡易郵便局
- 新山簡易郵便局
- 福地簡易郵便局

#### 社会教育施設
- 伊那市立図書館
  - 伊那市立伊那図書館
  - 伊那市立高遠町図書館
- 上伊那図書館 - 1930年から2003年まであった財団法人立の公共図書館。
- 伊那市創造館
- 伊那市立高遠町歴史博物館
- 信州高遠美術館
- 長野県伊那文化会館
- 孝行猿資料館
- 伊那市民体育館
- 伊那市陸上競技場
- 伊那市営野球場
- 伊那スタジアム
- 中央道伊那スキーリゾート

## 経済

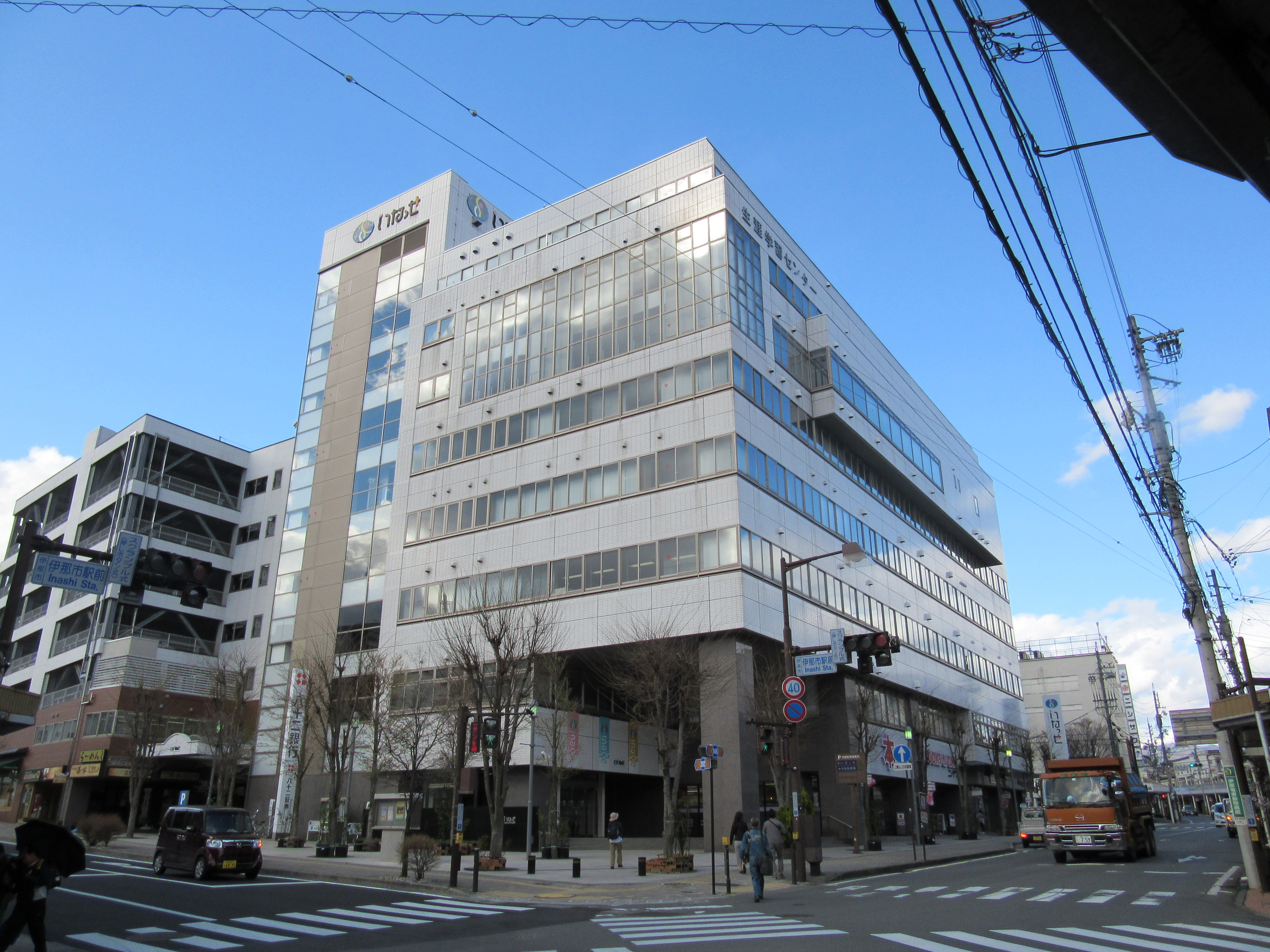
いなっせ

### 第一次産業

#### 農業
農業協同組合
- 上伊那農業共同組合（JA上伊那）
- 伊那市有線放送農業協同組合

### 第二次産業

#### 工業
- 伊那食品工業
- オリンパス伊那事業場
- キッツ伊那工場
- KOA伊那工場
- JVCケンウッド長野
- NECライティング長野工場 (2010年11月30日閉鎖)
- 荻原製作所
- ニデックインスツルメンツ伊那事業所
- ルビコン
- マロニー信州伊那工場
- ハナマルキ本社・伊那工場
- 登喜和冷凍食品
- ロジテックINAソリューションズ (旧 ロジテック長野事業所)
- 伸和コントロールズ

### 第三次産業

#### 商業
主な商業施設
- いなっせ

### 拠点を置く企業
サービス業など
- グリーンファーム
- ニシザワ
- アルプス中央信用金庫
- 伊那バス

## 情報・生活
テレビ放送
- 伊那ケーブルテレビジョン

ラジオ放送
- NHK伊那ラジオ中継放送所

中継局
- 伊那テレビ中継局
- SBC伊那ラジオ中継局
- 高遠テレビ・FM中継局

### ライフライン
電力
- 中部電力
- 丸紅伊那みらいでんき
- 長野県企業局

発電所
- 戸台発電所

ガス
- 諏訪ガス
- 信州ガス

上下水道
- 長野県企業局

電信
- NTT東日本

## 教育

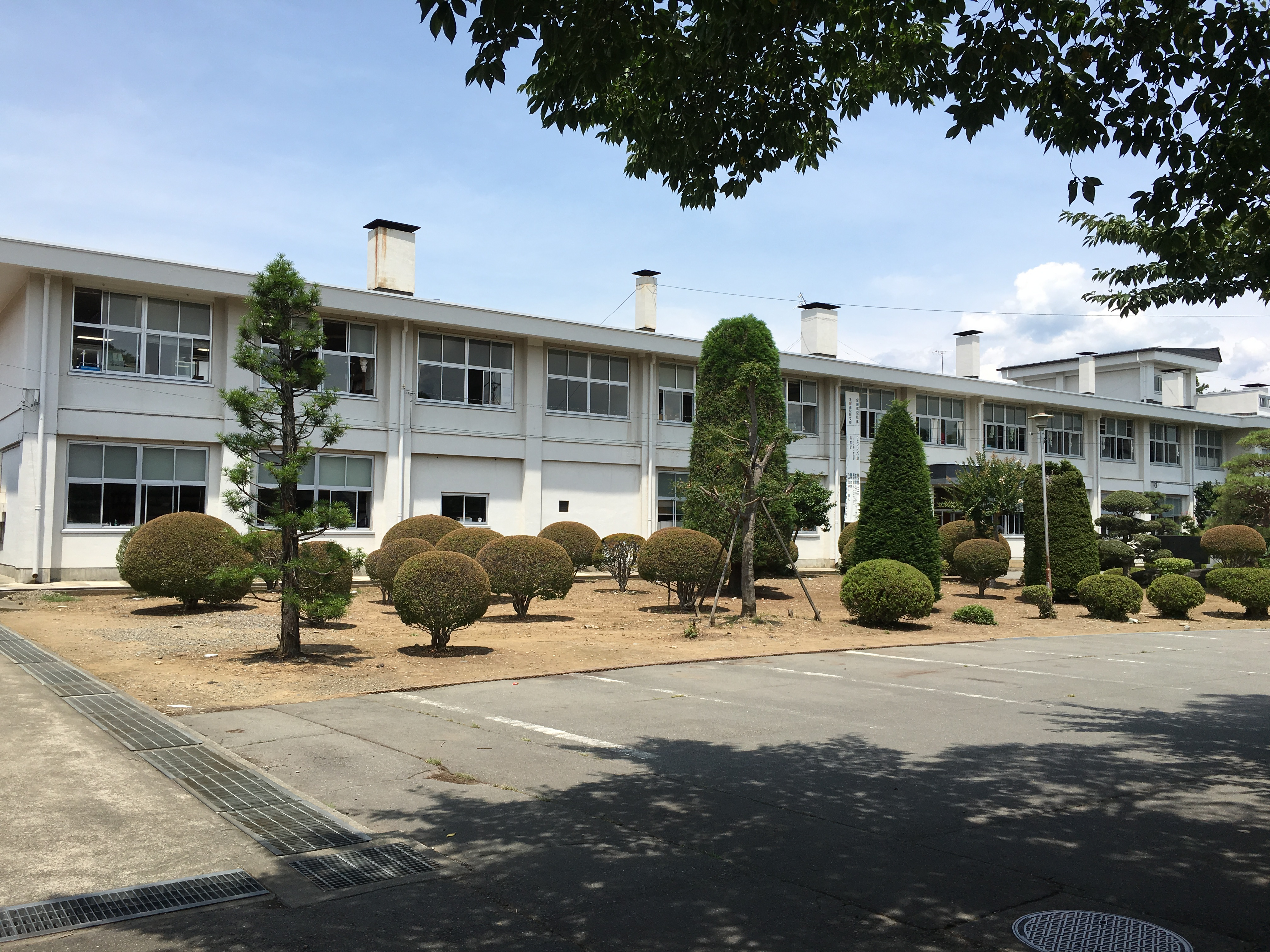
長野県伊那北高等学校

### 専修学校
私立
- 伊那ビジネス専門学校

### 高等学校
公立
- 長野県伊那北高等学校
- 長野県伊那弥生ヶ丘高等学校
- 長野県高遠高等学校

私立
- 伊那西高等学校
- さくら国際高等学校伊那キャンパス

廃止・閉校
- 長野県上伊那農業高等学校（定時制、2011年 (平成23年) 3月3日閉鎖〉

### 中学校
市立
- 伊那市立伊那中学校
- 伊那市立東部中学校
- 伊那市立西箕輪中学校
- 伊那市立春富中学校
- 伊那市立高遠中学校
- 伊那市立長谷中学校

### 小学校
市立
- 伊那市立伊那小学校
- 伊那市立伊那東小学校
- 伊那市立伊那北小学校
- 伊那市立伊那西小学校
- 伊那市立富県小学校

- 伊那市立新山小学校
- 伊那市立美篶小学校
- 伊那市立手良小学校
- 伊那市立東春近小学校
- 伊那市立西箕輪小学校

- 伊那市立西春近北小学校
- 伊那市立西春近南小学校
- 伊那市立高遠小学校
- 伊那市立高遠北小学校
- 伊那市立長谷小学校

### 特別支援学校
公立
- 長野県伊那養護学校

### 各種学校
- 上伊那医師会附属准看護学院
- 伊那自動車教習所

### 研究機関
- 入笠山光学観測所

## 交通

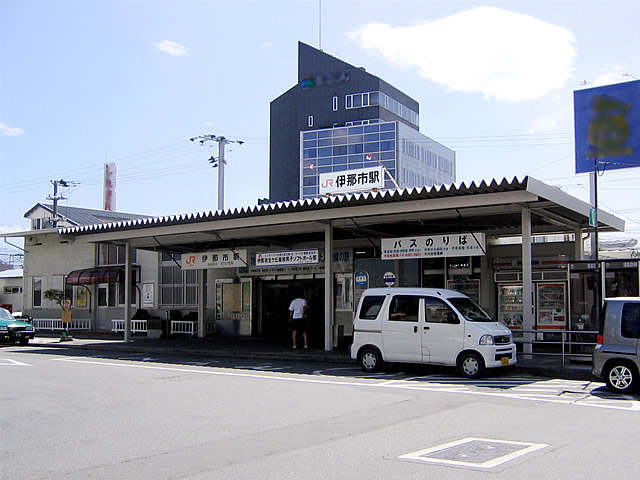
伊那市駅

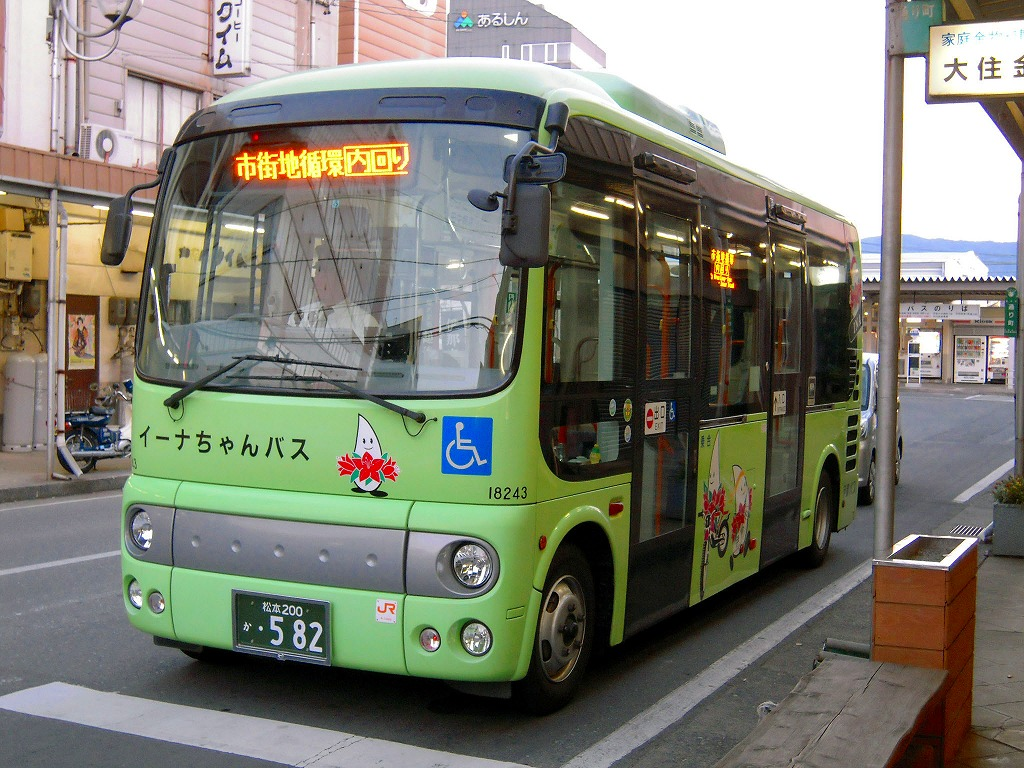
伊那市街地循環バス(イーナちゃんバス)

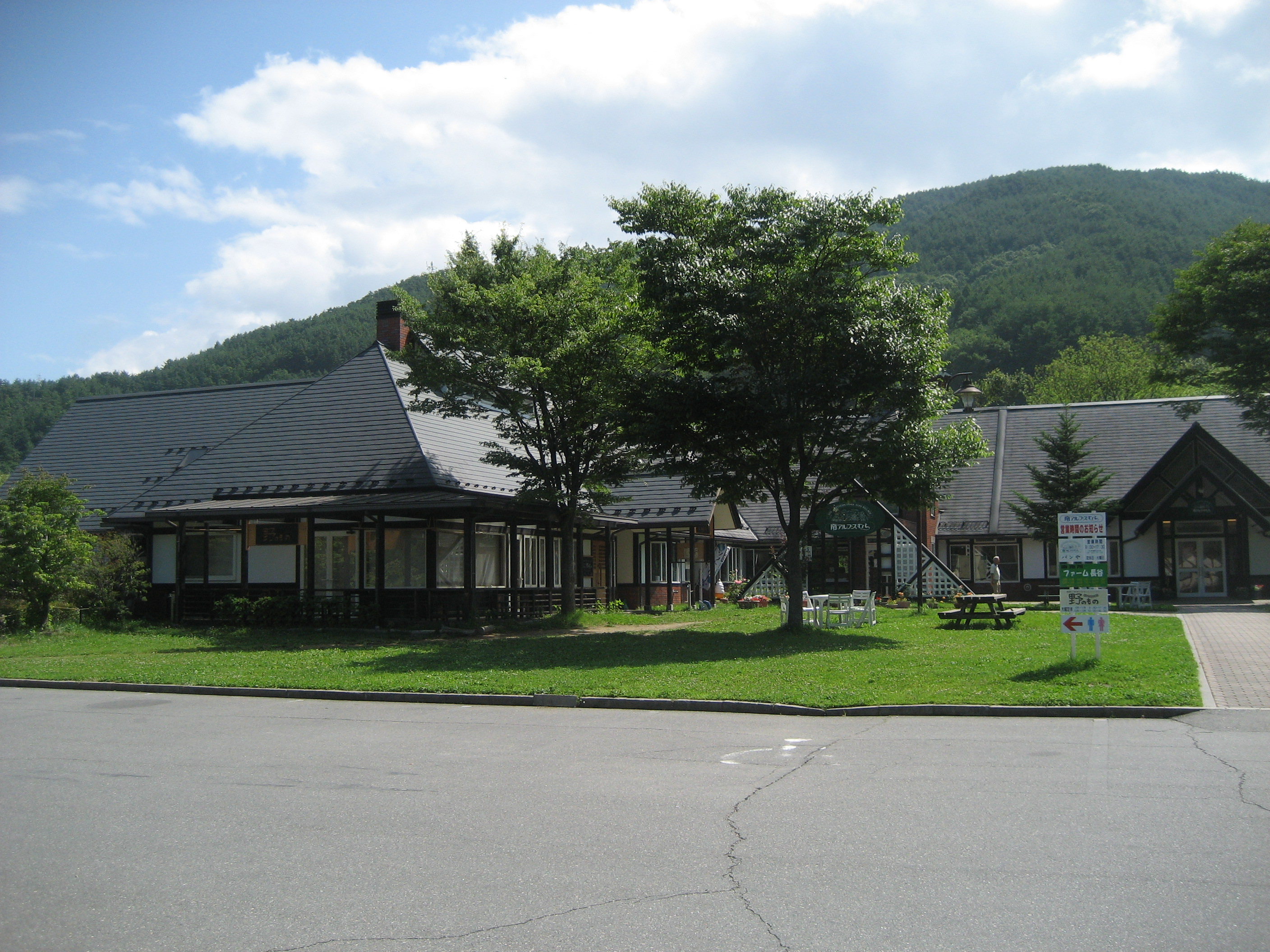
道の駅南アルプスむら長谷

### 鉄道
中心となる駅：伊那市駅
かつては長谷地域において2路線の森林鉄道（浦森林鉄道・黒河内森林鉄道）が運行されていたが、自然災害や代替となる車道の整備によって1964年（昭和39年）までに全廃した。

#### 鉄道路線
東海旅客鉄道（JR東海）
■飯田線：（宮田村）- 赤木駅 - 沢渡駅 - 下島駅 - 伊那市駅 - 伊那北駅 -（南箕輪村）

### バス

#### 路線バス
- 伊那市街地循環バス（愛称：イーナちゃんバス）（伊那バス、JRバス関東に運行委託）
- 三義・長谷循環バス（JRバス関東に運行委託）
- 伊那本線（伊那市街地 - 南箕輪村 - 箕輪町）%lt;伊那市、南箕輪村、箕輪町による試験運行>（伊那バス、JRバス関東に運行委託）
- 南アルプス林道バス（戸台口 - 歌宿 - 北沢峠）※登山シーズンのみ運行
- JRバス関東
  - 伊那支店
  - 高遠線（伊那市街地 - 高遠）
  - 藤沢・茅野線（高遠 - 伊那里 - 茅野駅）※伊那里 - 茅野駅間は高遠さくら祭りおよび登山シーズンのみ運行
  - パノラマライナー（木曽福島駅 - 伊那バスターミナル - 仙流荘）※登山シーズンのみ運行
  - 高遠駅
- 伊那バス
  - 若宮・美原線
  - 市内西循環線
  - 西箕輪線
  - 伊那バスターミナル
  - 高速バス（伊那バスターミナルから新宿、名古屋、京都、大阪方面へ、伊那インター前から立川、横浜、長野方面へ運行）

### タクシー
ドアツードア乗合タクシー
- ぐるっとタクシー（事前登録・利用時予約制）
  - 利用対象地区
    - 西春近地区：西春近（小屋敷を除く）、木裏原
    - 竜西・西箕輪地区：小屋敷、小沢、平沢、横山、ますみヶ丘、内ノ萱、大坊、城南町、西箕輪、御園、中央北町、上牧
    - 富県・東春近地区：富県（新山を除く）、東春近（木裏原を除く）
    - 新山・河南・長谷地区：新山、河南、高遠南区、長谷
    - 竜東・美篶・手良地区：若宮、美原、美原北町、福島、仙美、前原、野底、美篶、手良
    - 高遠町地区：河南、高遠南区を除く高遠町

### 道路

#### 高速道路
中日本高速道路（NEXCO中日本）
- 中央自動車道：- 伊那IC - 小黒川PA/SIC - 西春近BS -

#### 国道
- 国道152号（杖突街道・杖突峠より茅野市）
- 国道153号
- 国道361号（権兵衛街道、権兵衛峠道路）

#### 県道
主要地方道
- 長野県道18号伊那生田飯田線
- 長野県道19号伊那辰野停車場線
- 長野県道87号伊那インター線
- 長野県道88号伊那箕輪線

一般県道
- 長野県道146号南箕輪沢渡線
- 長野県道202号伊那駒ヶ岳線
- 長野県道203号与地辰野線
- 長野県道207号美篶箕輪線
- 長野県道208号伊那市停車場線
- 長野県道209号沢渡高遠線
- 長野県道210号西伊那線
- 長野県道211号芝平高遠線
- 長野県道212号杉島市野瀬線
- 長野県道221号宮田沢渡線
- 長野県道426号吹上北殿線
- 長野県道443号内ノ萱伊那線
- 長野県道476号伊那インター西箕輪線
- 長野県道488号車屋大久保線
- 長野県道489号伊那北殿線

#### 道の駅
- 道の駅南アルプスむら長谷

## 名所・旧跡・観光スポット

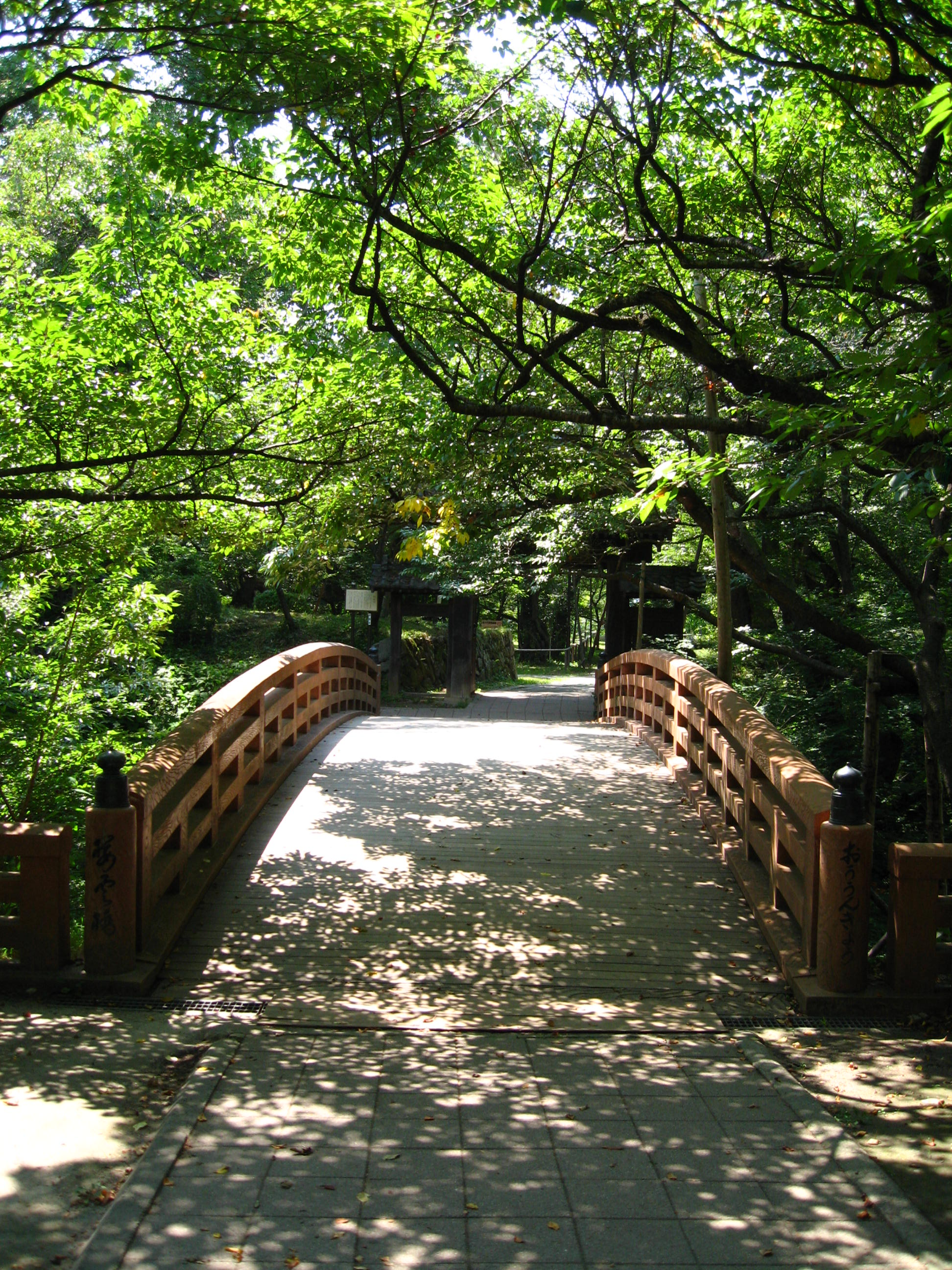
高遠城址公園

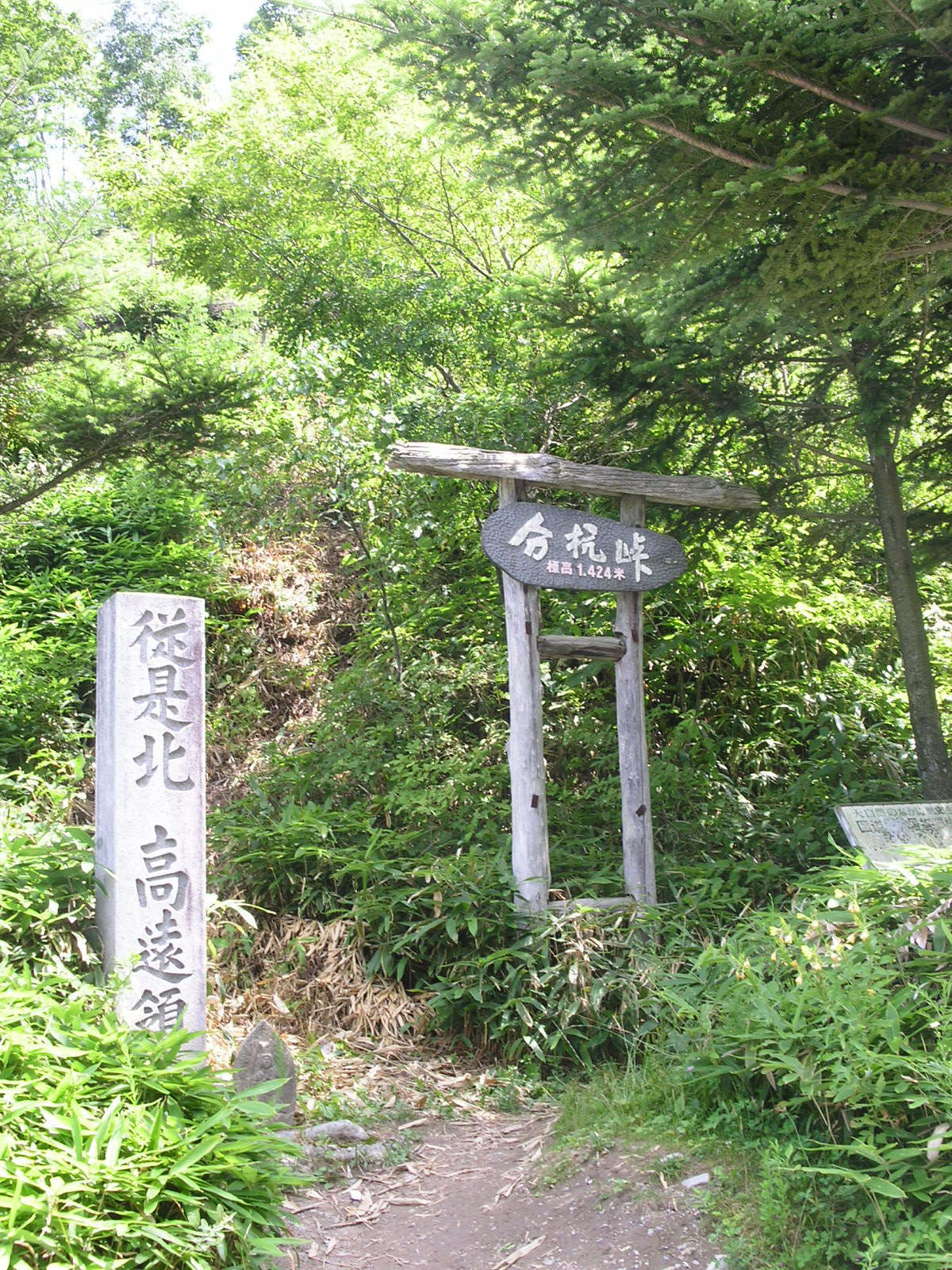
分杭峠

### 名所・旧跡
- 春日城
- 高遠城
- 熱田神社 - 本殿は国の重要文化財
- 鉾持神社
- 遠照寺 - ぼたんの名所;主な遺跡
- 建福寺
- 三澤寺 - 日蓮宗の古刹
- 樹林寺
- 常圓寺
- 信盛寺
- 仲仙寺 - 天台宗の古刹
- 満光寺
- 蓮華寺 - 絵島の墓所
- 進徳館 - 高遠藩の藩校
- 三州街道（塩の道）
  - 伊那部宿

### 観光スポット
- 南アルプススーパー林道
- 分杭峠（パワースポット、ゼロ磁場）
- 高遠城址公園：国の史跡。
- 春日城跡（春日公園）
- 伊那公園
- 鳩吹公園
- 花の丘公園
- 羽広自然遊歩道、経ヶ岳自然植物園
- みはらしファーム（西箕輪）
- みはらしの湯（羽広温泉）
- 中央道伊那スキーリゾート
- 杖突峠
- 旧陸軍伊那飛行場跡
- 小黒川渓谷キャンプ場
- 三峰川渓谷
- 鹿嶺高原
- 秋葉街道
- 高遠しんわの丘ローズガーデン（6～10月営業）
- 登内時計記念博物館
- 伊那旭座

## 文化・名物

### 祭事・催事
- 羽広の獅子舞（1月）
- 春の高校伊那駅伝（3月）
- さくらまつり（4月）
- やきもち踊り（4月）
- 伊那まつり（8月第1土・日曜日） - 宇崎竜童作詞、作曲の「ドラゴン踊り」がある。
- さんよりこより（8月7日）
- まほら伊那地球元気村（8月）
- 高遠城下まつり（8月）
- 南アルプスふるさとまつり（10月）
- 行者そば祭り（10月第3日曜日）

### 名産・特産

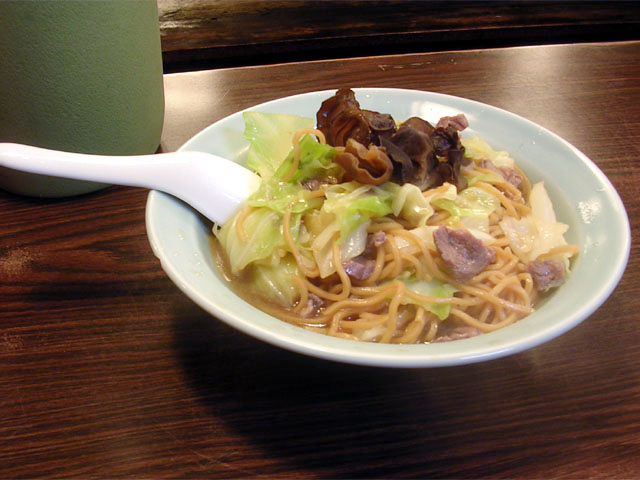
ローメン（伊那市のみの珍味）
- 馬刺し
- おたぐり
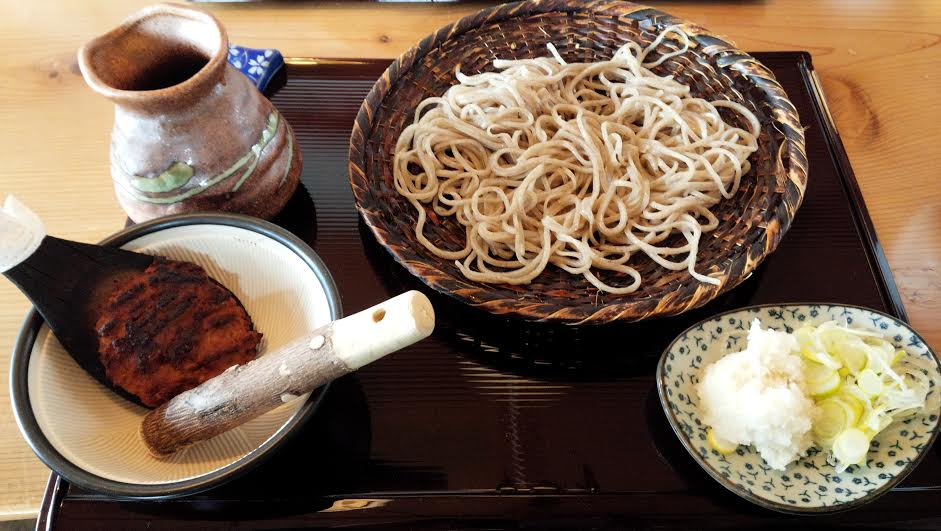
行者そば
- 高遠そば
- ソースかつ丼
- 伊那のまゆ
- 高遠饅頭
- 牛乳パン
- いなごの佃煮（昆虫珍味）
- ざざむしの佃煮（昆虫珍味）
- はちのこ（昆虫珍味）
- 蚕のさなぎ（昆虫珍味）
- 信濃錦（日本酒）
- 井の頭（日本酒）
- 大國（日本酒）

- ローメン
- 高遠そば

## 出身関連著名人
（五十音順）
- 赤羽一雄（教育者）
- 秋山理敏（外交官）
- 青山善充（法学者）
- 有賀照人（漫画家）
- 飯島早紀（バスケットボール選手）
- 家近亮子（政治学者）
- 井口理（歌手・俳優、King Gnuのボーカル）
- 池上秀畝（日本画家）
- 池上岑夫（言語学者）
- 池上桃花（ソフトボール選手）
- 井崎脩五郎（競馬評論家）
- 伊沢修二（教育者）
- 伊沢多喜男（東京市長 台湾総督）
- 伊藤公介（元衆議院議員）
- 伊藤国光（元陸上競技選手）
- 伊藤祐三（駒ヶ根市長）
- 伊東月草（俳人）
- 江口美幸（空手家）
- 大倉利晴（放送作家）
- 大島郁将（野球選手）
- 大森陽一（特許技監）
- 大和岩雄（出版事業家）
- 梶野吉郎（フランス文学者）
- 春日千春（テレビプロデューサー）
- 春日政治（国語学者）
- 春日學（音楽家）
- 春日豊（歴史学者）
- 上村琉乃介（バレーボール選手）
- 唐沢潤（女優・声優）
- 北原文雄（化学者）
- 北原巌男（外交官）
- 北原覚雄（農芸化学者）
- 北原健二（サッカー選手）
- 北原憲彦（元バスケットボール選手）
- 北原安定（元電電公社副総裁）
- 北原由夫（歌人）
- 木下リョースケ（ミュージシャン）
- 黒河内千代太郎（実業家）
- 黒河内真衣子（ファッションデザイナー）
- 後藤俊夫（映画監督）
- 斉藤日出治（経済学者）
- 斎藤充弘（野球選手）
- 酒井秋男（動物学者）
- 坂本天山（砲術家）
- 重盛赳男（南日本放送アナウンサー）
- 渋谷紫郎（軍人）
- 島村利正（小説家）
- 白鳥孝（伊那市長）
- 須田泰嶺（蘭方医）
- 紿田英哉（実業家）
- 高橋白山（漢学者、教育者）
- 竹松哲夫（農芸化学者）
- 田中ふさ子（教育者）
- 柘植伊佐夫（人物デザイナー）
- 常田俊太郎（音楽家、常田大希の兄）
- 常田大希（音楽家、King Gnu,millennium paradeのギター・ボーカル）
- 角田泰隆（仏教学者）
- 豊島恕平（医師、政治家、実業家）
- 中嶋智子（福井放送アナウンサー）
- 中村弥六（政治家）
- 那須弘平（裁判官）
- 西村竜馬（サッカー選手）
- 西村与志木（テレビプロデューサー）
- 橋爪浩一（俳優）
- 橋本福松（出版事業家）
- 羽場裕一（俳優）
- 原克（文学者）
- 平沢彰（俳優）
- 平澤貞昭（大蔵事務次官）
- 平澤真希（作曲家）
- 福沢武一（歌人、日本語学者）
- 堀内伊太郎（実業家、浅田飴創業者）
- 堀内平八郎（実業家、浜松ホトニクス創業者）
- 本間千代子（歌手・女優）
- 松島肇（外交官）
- 丸山敬一（政治学者）
- 御子柴北斗（農林水産省官僚）
- 三沢あけみ（歌手）
- 三沢寛一（政治家）
- 三澤慶一（サッカー選手）
- 三津木春影（小説家）
- 宮下創平（元衆議院議員）
- 宮下麻衣子（モデル）
- 宮原照夫（雑誌編集者）
- 向山光昭（化学者）
- 矢野建一（歴史学者）
- 横山正彦（経済学者）
- FAITH（バンド）
- MC☆ニガリa.k.a赤い稲妻（ラッパー）

## 伊那市を舞台とした作品

### ロケ地
映画
- 『勘太郎月夜唄』（1952年公開）長谷川一夫 主演　伊那市　常圓寺、他
- 『大森林に向って立つ』（1961年公開）小林旭、浅丘ルリ子主演　伊那公園　美和ダム　八十二銀行伊那支店、伊那駅広場　他
- 『ALWAYS 三丁目の夕日'64』（2012年公開）監督山崎貴 伊那市高遠町東高遠 旧馬島家
- 『僕だけがいない街』（2016年公開）監督平川雄一郎

テレビドラマ
- TBS系テレビドラマ『怪奇大作戦第12話霧の童話』（1968年12月1日放送） 伊那市高遠町地域
- TBS系テレビドラマ『思えば遠くへ来たもんだ』 (1981年3月17日～4月7日放送) 伊那市高遠町地域
- TBS系テレビドラマ『青い鳥』（1999年放送）伊那市高遠町芝平 入笠牧場
- TBS系テレビドラマ『いま、会いにゆきます』（2005年放送） 伊那市高遠町藤沢 千代田湖
- テレビ朝日系特撮テレビドラマ『天装戦隊ゴセイジャー』（2010年放送） 伊那市西春近 伊那スキーリゾート
- WOWOWテレビドラマ『Short cut』（2011年放送） 伊那市長谷 秋葉街道
- 関西テレビ・フジテレビ系テレビドラマ『ゴーイング マイ ホーム』 (2012年放送) 伊那市入舟商店街、高遠さくらホテル